# Grand Larceny
Pour plus de détails, voir Fiche technique et Distribution.
Grand Larceny est un film américano-anglo-français de Jeannot Szwarc, sorti en 1987.

## Synopsis
À la mort de son père qu'elle n'avait plus vu depuis des années, « Freddy » Grand se rend dans la propriété de celui-ci sur la Côte d'Azur. Elle découvre qu'il a fait fortune grâce à son grand talent de malfaiteur (cambriolages et arnaques). Il lègue à Freddy son savoir-faire et le soin d'achever une « affaire lucrative » qu'il n'a pas eu le temps de mener à bien… 

## Fiche technique
- Titre original : Grand Larceny
- Réalisation : Jeannot Szwarc
- Scénario : Peter Stone
- Décors : Jean Micoine
- Costumes : Nicole Bize
- Cascades : Rémy Julienne
- Photographie : Tony Impey
- Son : Alan Jones
- Montage : Lyndon Matthews
- Musique : Irwin Fisch
- Production : Robert Halmi Jr., Patrick Deschamps
- Sociétés de production : HTV (Harlech Television, Royaume-Uni), Robert Halmi Incorporated (États-Unis), Cinécom Productions (France), FR3 Cinéma
- Société de distribution : Cabin Fever Entertainment Inc. (États-Unis)
- Pays d’origine :  États-Unis,  France,  Royaume-Uni[1]
- Langue : anglais
- Format : 35 mm — couleur — son monophonique
- Genre : comédie policière
- Durée : 95 minutes
- Date de sortie : 1987

## Distribution
- Marilu Henner : « Freddy » Grand
- Ian McShane : Flanagan
- Omar Sharif : Rashid Saud
- Louis Jourdan : Charles Grand
- Philip Tan : Shomin
- James Cossins (en)
- Steve Kalfa
- Mike Marshall
- Jean-Jacques Scheffer
- Ritza Brown : Gina
- Jean-Pierre Rosier : le croupier